# Caroline Records
Caroline Records je americké hudební vydavatelství založené v roce 1973 Richardem Bransonen jako pobočka Virgin Records. První vydané album bylo album Outside the Dream Syndicate od amerického hudebníka Tonyho Conrada a německé skupiny Faust. Toto album vyšlo ještě pod názvem Caroline, který vydavatelství používalo do roku 1986.